# Фізарум
Фізарум (Physarum) — рід найпростіших родини Physaraceae. Назва вперше опублікована 1794 року.

## Цікаві факти
Досліди зі слизовиком Physarum polycephalum вияили наявність у них примітивної форми пам'яті та здатність утворювати мережі.

## Галерея

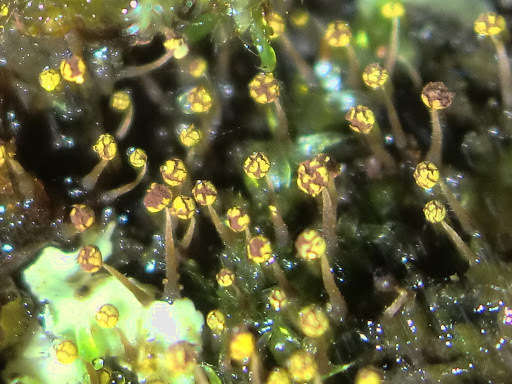
Physarum viride
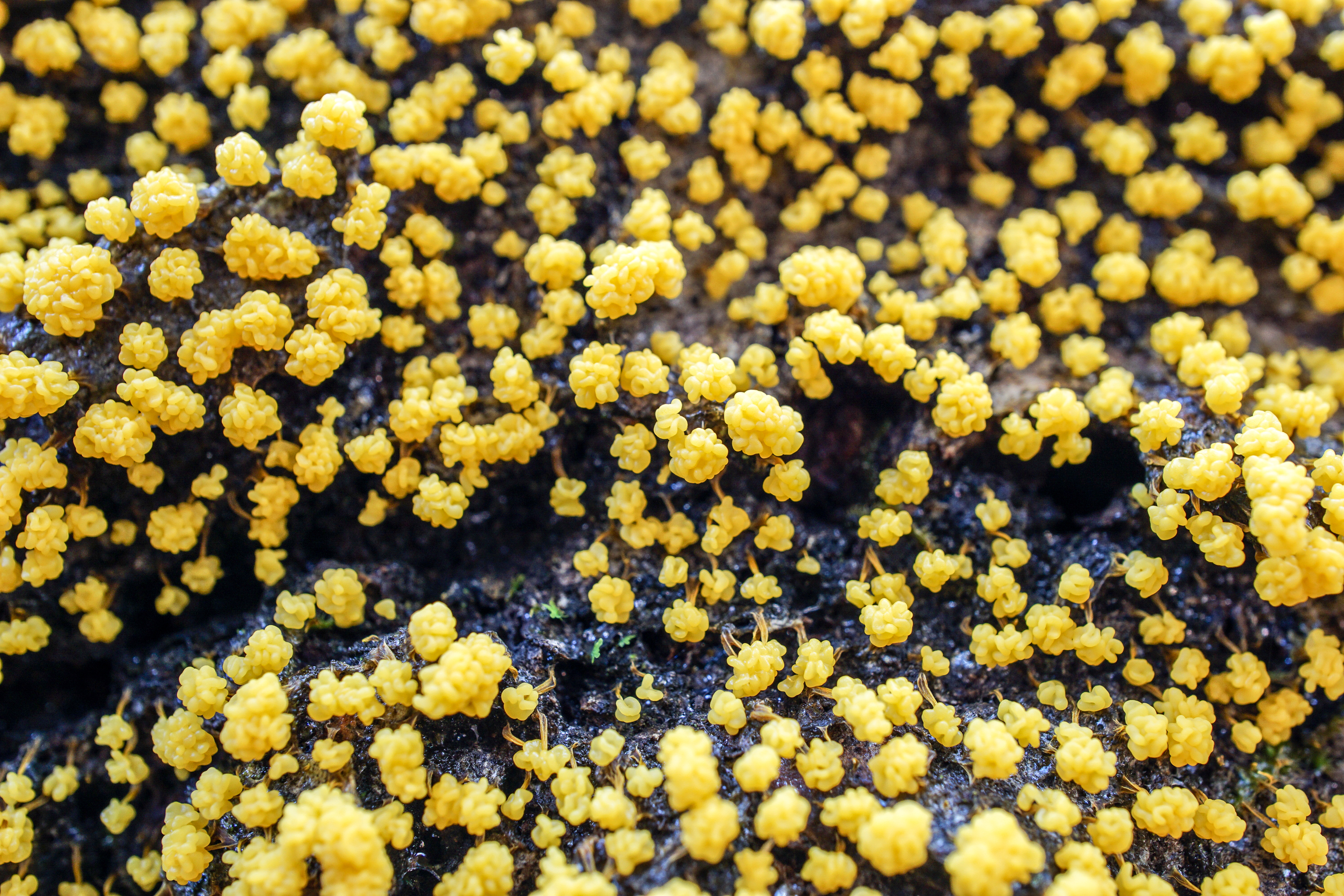
Physarum polycephalum
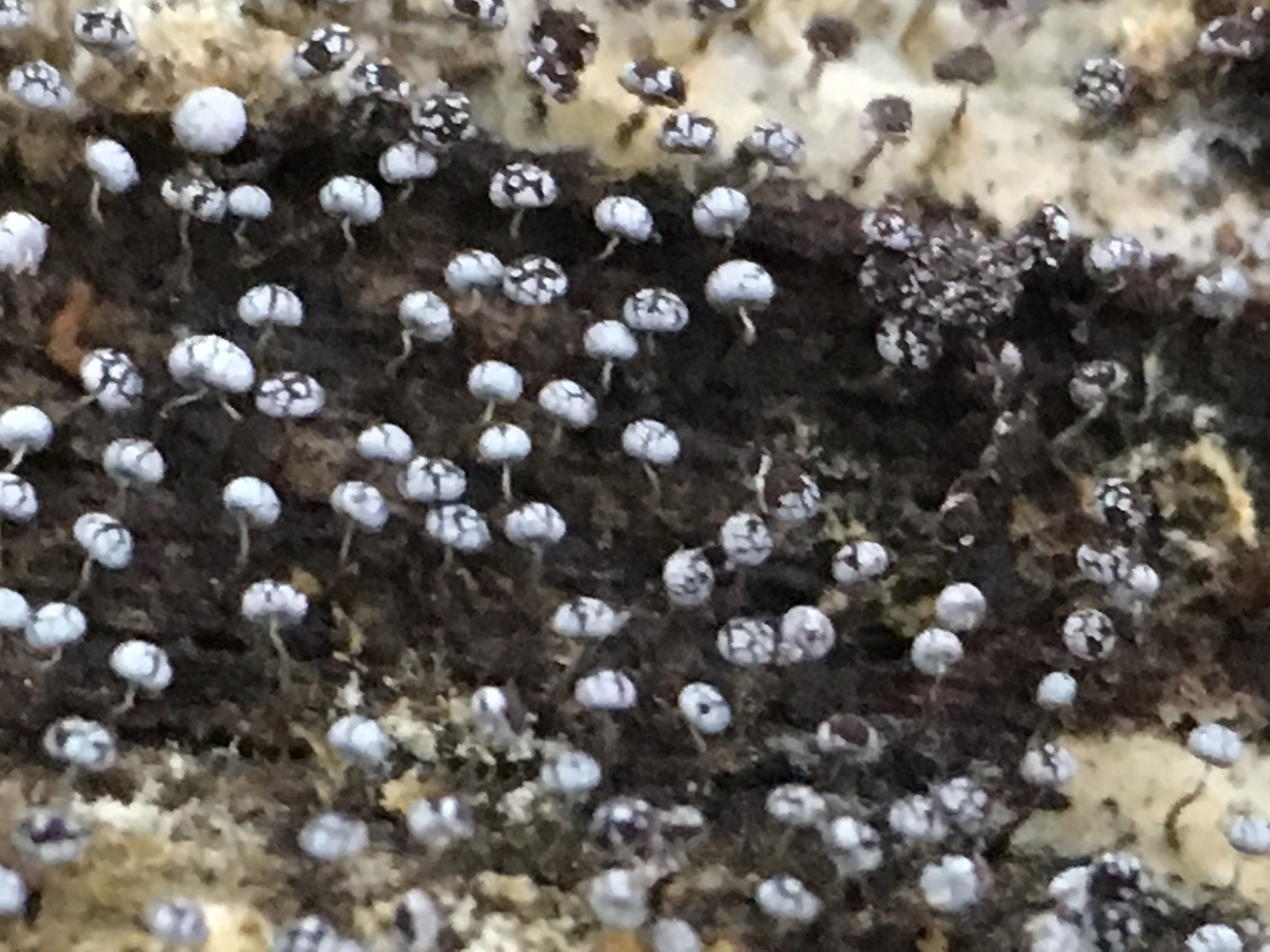
Physarum album